# School of Future Entertainment
La School of Future Entertainment (Sofe) est une école située à Karlshamn en Suède, formant à l’industrie du divertissement. Elle a été fondée en 2002.
L’école propose deux parcours : infographie (Digital Graphic) et programmation de jeux (Programming for Games).